# Nghĩa Tân, Gia Nghĩa
Nghĩa Tân là một phường thuộc thành phố Gia Nghĩa, tỉnh Đắk Nông, Việt Nam.

## Địa lý
Phường Nghĩa Tân nằm ở trung tâm thành phố Gia Nghĩa, có vị trí địa lý:
- Phía đông giáp phường Nghĩa Trung
- Phía tây giáp phường Nghĩa Phú và huyện Đắk R'lấp
- Phía nam giáp xã Đắk Nia
- Phía bắc giáp phường Nghĩa Thành.

Phường Nghĩa Tân có diện tích 18,58 km², dân số năm 2019 là 8.396 người, mật độ dân số đạt 452 người/km².

## Hành chính
Phường Nghĩa Tân được chia thành 6 tổ dân phố: 1, 2, 3, 4, 5, 6.

## Lịch sử
Ngày 27 tháng 6 năm 2005, Chính phủ ban hành Nghị định 82/2005/NĐ-CP về việc thành lập phường Nghĩa Tân trên cơ sở:
- Điều chỉnh 1.215 ha diện tích tự nhiên và 3.161 người của thị trấn Gia Nghĩa
- Điều chỉnh 513 ha diện tích tự nhiên và 484 người của xã Đắk Nia.

Sau khi thành lập, phường Nghĩa Tân có 1.728 ha diện tích tự nhiên và 3.644 người.
Ngày 17 tháng 12 năm 2019, Ủy ban thường vụ Quốc hội ban hành Nghị quyết số 835/NQ-UBTVQH14 về việc thành lập thành phố Gia Nghĩa thuộc tỉnh Đắk Nông. Phường Nghĩa Tân thuộc thành phố Gia Nghĩa.